# ミスター・プレイガール
『ミスター・プレイガール』 （ 英： Man of the Year ）は、1995年に製作されたアメリカのモキュメンタリー映画。監督はダーク・シェイファー。
日本では、1996年（第5回）東京国際レズビアン&ゲイ映画祭にて上映された。

## キャスト
- ケン・シェイファー：カル・バートレット
- アンジェラ：メアリー・ステイン
- 自身：ダーク・シェイファー
- ケリー：ベス・ブロデリック
- プレッジ：ビル・ブロッシュトラップ
- シンディ：ミンディ・スターリング